# Carica (album)
| Recensione | Giudizio |
| ---------- | -------- |
| InterMedia | 8/10     |

Carica (in russo Царица?) è il secondo album in studio della cantante russa Anna Asti, pubblicato il 29 settembre 2023 dalla Fenix Music.
È stato riconosciuto nella categoria di miglior album ai premi di Muz-TV.

## Promozione
L'LP è stato anticipato dagli estratti Noč'ju na kuchne (uscito nell'ottobre 2022), Verju v tebja (aprile 2023) e l'omonimo singolo (luglio 2023); nonostante ciò, solo gli ultimi due hanno ricevuto un video musicale a loro supporto. Quello più fortunato commercialmente è stato Carica, poiché ha riscontrato un'ottima popolarità sulle principali piattaforme di distribuzione musicale digitale nei territori della Comunità degli Stati Indipendenti e di alcune ex Repubbliche sovietiche; il brano ha infatti segnato il miglior posizionamento dell'artista nella Singlų Top 100 lituana (3ª posizione) e nella Latvijas straumētāko singlu (6ª posizione). Inoltre, Carica è stato il singolo che trovato maggior successo anche a livello radiofonico secondo i dati rilevati dalla Tophit, dopo aver raggiunto la vetta della graduatoria kazaka e moldava, nonché la top ten russa. Ha infine raggiunto la top 15 della Top Internet Hits Russia Weekly Chart nel giugno 2025.
Il 15 novembre 2023 è stato divulgato un unico video musicale atto a promuovere i brani d'apertura del disco Kosmičeski, Durak e Poobeščaj, diretto da Maša Žemčužina. Dal mese di aprile Anna Asti è stata impegnata con la tournée Feniks, che si è protratta fino alla prima metà del 2025 e ha previsto tappe anche al di fuori dei confini russi. Nel mese di giugno sono state aggiunte due date, una svoltasi alla VĖB Arena e l'altra alla SKA Arena, nell'ambito della tournée Carica; la prima data è stata l'evento col maggior incasso dell'intera Federazione Russa su Yandex Afiša nel periodo compreso tra il 12 e il 15 giugno 2025.
Il 19 giugno 2025 è stato distribuito un documentario a sostegno del progetto, dal titolo Anna Asti. Carica e curato dalla regista Darina Umnova.

## Accoglienza
Aleksej Mažaev, in una recensione per InterMedia, ha trovato «insolita» la copertina del disco e ha rimarcato i risultati favorevoli del progetto a livello commerciale. Carica vede Anna Asti fedele al suo solito stile, già sperimentato nel duo Artik & Asti, con canzoni che affrontano tematiche che spaziano dall'amore alle separazioni; il critico ha infatti preso come riferimento le tracce Lomka, Bumerang e Milyj, proščaj.
Poobeščaj, in cui Dzjuba ricopre il ruolo di coautrice, è stata definita dal critico come un «assaggio di qualità». Tale traccia, assieme a Dikoe serdce, hanno contribuito a estendere l'orizzonte creativo dell'artista secondo Mažaev.

## Tracce
Testi e musiche di Dmitrij Loren, eccetto dove indicato.
1. Kosmičeski – 3:28
2. Durak – 3:23
3. Poobeščaj – 3:39 (testo: Anna Dzjuba, Anatolij Alekseev)
4. Carica – 3:35
5. Lomka – 3:00
6. Verju v tebja – 4:10 (testo: Dmitrij Loren – musica: Oleg Saško)
7. Bumerang – 3:15
8. Dikoe serdce – 3:08 (testo: Anna Dzjuba, Vasilij Pisarenko)
9. Noč'ju na kuchne – 3:52
10. Milyj, proščaj – 2:58 (testo: Anna Dzjuba, Egor Golovackij)

Tracce bonus nell'edizione deluxe
1. Intro – 0:39
2. Kosmičeski (Intro) – 0:24
3. Durak (Intro) – 0:29
4. Poobeščaj (Intro) – 0:38
5. Carica (Intro) – 0:32
6. Lomka (Intro) – 0:25
7. Verju v tebja (Intro) – 0:39
8. Bumerang (Intro) – 0:23
9. Dikoe serdce (Intro) – 0:35
10. Noč'ju na kuchne (Intro) – 0:39
11. Milyj, proščaj (Intro) – 0:29
12. Outro – 0:21

## Formazione
- Anna Asti – voce
- Dmitrij Loren – produzione (eccetto traccia 6)
- Oleg Saško – produzione (traccia 6)
- Katerina Tubulina – produzione vocale (traccia 6)

## Classifiche
| Classifica (2023) | Posizione massima |
| ----------------- | ----------------- |
| Lettonia          | 1                 |
| Lituania          | 4                 |